# العلاقات الكورية الجنوبية اللوكسمبورغية
العلاقات الكورية الجنوبية اللوكسمبورغية هي العلاقات الثنائية التي تجمع بين كوريا الجنوبية ولوكسمبورغ.

## مقارنة بين البلدين
هذه مقارنة عامة ومرجعية للدولتين:
| وجه المقارنة                                              | كوريا الجنوبية                                                          | لوكسمبورغ                                                     |
| --------------------------------------------------------- | ----------------------------------------------------------------------- | ------------------------------------------------------------- |
| المساحة (كم2)                                             | 100.30 ألف                                                              | 2.59 ألف                                                      |
| عدد السكان (نسمة)                                         | 51.47 مليون                                                             | 599.45 ألف                                                    |
| الكثافة السكانية (ن./كم²)                                 | 513.16                                                                  | 231.45                                                        |
| العاصمة                                                   | سول                                                                     | لوكسمبورغ                                                     |
| اللغة الرسمية                                             | اللغة الكورية                                                           | اللغة اللوكسمبورغية، لغة فرنسية، اللغة الألمانية              |
| العملة                                                    | وون كوري جنوبي                                                          | يورو، فرنك لوكسمبورغ                                          |
| الناتج المحلي الإجمالي (بليون دولار)                      | 1.53 تريليون                                                            | 62.40 مليار                                                   |
| الناتج المحلي الإجمالي (تعادل القوة الشرائية) بليون دولار | 1.75 تريليون                                                            | 58.13 مليار                                                   |
| الناتج المحلي الإجمالي الاسمي للفرد دولار أمريكي          | 27.22 ألف                                                               | 101.45 ألف                                                    |
| الناتج المحلي الإجمالي للفرد دولار أمريكي                 |                                                                         | 101.93 ألف                                                    |
| مؤشر التنمية البشرية                                      | 0.901                                                                   | 0.892                                                         |
| رمز المكالمات الدولي                                      | +82                                                                     | +352                                                          |
| رمز الإنترنت                                              | .kr                                                                     | .lu                                                           |
| المنطقة الزمنية                                           | توقيت كوريا الجنوبية، ت ع م+09:00، آسيا/سيول ‏، ت ع م+08:00، ت ع م+08:30 | توقيت وسط أوروبا، ت ع م+01:00، ت ع م+02:00، أوروبا/لوكسمبورج ‏ |

## منظمات دولية مشتركة
يشترك البلدان في عضوية مجموعة من المنظمات الدولية، منها:
| علم المنظمة | اسم المنظمة                               | تاريخ انضمام كوريا الجنوبية | تاريخ انضمام لوكسمبورغ |
| ----------- | ----------------------------------------- | --------------------------- | ---------------------- |
|             | مؤسسة التمويل الدولية                     | 16 مارس 1964                | 4 أكتوبر 1956          |
|             | مجموعة أستراليا                           | 1996                        | 1985                   |
|             | يونسكو                                    | 14 يونيو 1950               | 27 أكتوبر 1947         |
|             | مجموعة الموردين النوويين                  | ?                           | ?                      |
|             | الوكالة الدولية للطاقة                    | ?                           | ?                      |
|             | مؤسسة التنمية الدولية                     | 18 مايو 1961                | 4 يونيو 1964           |
|             | منظمة التعاون الاقتصادي والتنمية          | 12 ديسمبر 1996              | ?                      |
|             | المركز الدولي لتسوية المنازعات الاستشارية | 23 مارس 1967                | 29 أغسطس 1970          |
|             | وكالة ضمان الاستثمار متعدد الأطراف        | 12 أبريل 1988               | 29 أغسطس 1991          |
|             | منظمة حظر الأسلحة الكيميائية              | ?                           | ?                      |
|             | البنك الإفريقي للتنمية                    | ?                           | ?                      |
|             | الأمم المتحدة                             | 17 سبتمبر 1991              | 24 أكتوبر 1945         |
|             | منظمة الشرطة الجنائية الدولية             | ?                           | ?                      |
|             | البنك الدولي للإنشاء والتعمير             | 26 أغسطس 1955               | 27 ديسمبر 1945         |
|             | الاتحاد البريدي العالمي                   | ?                           | ?                      |
|             | منظمة التجارة العالمية                    | ?                           | ?                      |
|             | الفريق المعني برصد الأرض                  | ?                           | ?                      |
|             | بنك التنمية الآسيوي                       | 1966                        | 2003                   |
|             | نظام تحكم تكنولوجيا القذائف               | 2001                        | 1990                   |

## وصلات خارجية
- موقع وزارة الخارجية الكورية الجنوبية
- موقع وزارة الخارجية اللوكسمبورغية